# Asiosilis obscuritarsis
Asiosilis obscuritarsis là một loài bọ cánh cứng trong họ Cantharidae. Loài này được Pic mô tả khoa học năm 1907.